# Schlacht bei Vélez-Málaga
Carpi – Chiari – Cremona – Kaiserswerth – Lüttich – Landau (I) – Luzzara   – Santa Marta – Cádiz – Venlo – Friedlingen – Vigo – Schmidmühlen – Bonn – Krottensee – Ekeren – Höchstädt – Landau (II) – Speyerbach – Schellenberg – Gibraltar – Höchstädt – Vélez-Málaga – Landau (III) – Marbella – Cassano – Barcelona – Sendlinger Mordweihnacht – Aidenbach – Calcinato – Ramillies – Turin – Castiglione – Santa Cruz de Tenerife – Almansa – Kap Béveziers – Toulon – Lizard Point – Lille – Oudenaarde – Gent – Malplaquet – Mons – Almenar – Saragossa – Syrakus – Villaviciosa – Rio de Janeiro – Denain – Landau (IV) – Barcelona – Freiburg
Die Schlacht bei Vélez-Málaga (englisch: Battle of  Vélez-Málaga oder auch Battle of Málaga, französisch: Bataille navale de Vélez-Málaga) fand am 13. Augustjul. / 24. August 1704greg. während des Spanischen Erbfolgekrieges südlich von Vélez-Málagas statt und war die größte Seeschlacht des Krieges.

## Schlachtverlauf
Weniger als eine Woche nach der Einnahme von Gibraltar erhielt Admiral George Rooke Nachricht, dass eine französische Flotte unter dem Befehl von Louis-Alexandre de Bourbon und Victor-Marie d’Estrées sich Gibraltar näherte.
Rooke ließ die Hälfte seiner Royal Marines zur Sicherung dort zurück und suchte mit seiner vereinigten Niederländisch-Englischen Flotte den Kampf mit dem Gegner.
Rooke gewann die Luvseite und ging mit seiner Flotte auf Parallelkurs zum Feind. Es folgte ein Artillerieduell ohne taktische Manöver.
Die Schlacht brachte keine Entscheidung. Es gingen keine Schiffe verloren; die Schäden und Verlustzahlen waren jedoch hoch. Auf beiden Seiten gab es zwischen 2.000 und 3.000 Tote.
George Byngs Geschwader musste aus der Linie ausscheren, da es bei der Bombardierung Gibraltars viel Munition verschossen hatte.
Am nächsten Tag blieb die französische Flotte auf Distanz und war am nächsten Morgen verschwunden.
Rooke befürchtete, dass sie vor ihm nach Gibraltar gesegelt war. Die Franzosen waren aber nach Toulon zurückgekehrt und beanspruchten einen großen Sieg. In Wirklichkeit wurde durch die Rückkehr der Franzosen nach Toulon ein Unentschieden zu einem strategischen Sieg der Engländer, da die französische Marine nach der Schlacht ihren Hafen nicht mehr in voller Stärke verließ.